# イ・フィリップ
イ・フィリップ（이필립、Lee Philip、漢字表記:李必立、1981年5月26日 - ）は、韓国の俳優、実業家。身長188cm、体重72kg。血液型はO型。カタリストエンタテインメント所属。
父は実業家のイ・スドン（이수동、Lee Su-dong／Lee Simon）で、元STGの設立者で、同社のチェアマン、CEO（1986年12月 - 2018年4月）。現在はCORTEK（宇宙・防衛企業）のチェアマン、EVP（2018年10月 - ）。

## 人物
- ボストン大学卒業（経済学士）。
- ジョージ・ワシントン大学大学院修了（産業工学修士）。
- 父のイ・スドンは1歳の時に父を中学1年生の時に母を失い、1979年にアメリカへ移民。その後、通信会社MCI理事を務め、40歳でSTGを設立。
- 司会者のイ・ギサン（朝鮮語版）および歌手のイ・ウンミ（朝鮮語版）の夫は6親等の親戚である[1]。

## 来歴
- ワシントンD.C.生まれ。
- 2007年MBC『太王四神記』でデビュー。
- 2019年5月、化粧品ブランド『PRO RE NATA』立ち上げ、実業家としての道を歩み出す[2]。

## 主な作品
- 『太王四神記』（07/MBC）
- 『男の物語』（09/KBS）
- 『シークレットガーデン』（10/SBS） - イム監督役
- 『信義』（12/SBS）※目の負傷に伴い降板。

## エピソード
- ドラマ『シークレット・ガーデン』内で米国育ちの完璧なネイティブ英語を披露した。
- ドラマ『シークレット・ガーデン』では主役キム・ジュウォン（演：ヒョンビン）が財閥御曹司で、フィリップが演じたイム監督はアクション俳優だったが、実生活ではフィリップ自身が大企業代表の御曹司である。
- ドラマ「太王四神記」で共演したペ・ヨンジュンに関して「兄のような存在」とインタビューで答えている。